# Bondoc-Halbinsel
Die Bondoc-Halbinsel liegt im Südosten der Insel Luzon auf den Philippinen. Sie umfasst ein Gebiet von 2222,54 km² in der Provinz Quezon und ragt weit in die Sibuyan-See, trennt die Bucht von Tayabas vom Golf von Ragay. Westlich der Halbinsel liegt die Insel Marinduque, von ihr getrennt durch die Mompog-Passage.
Die Region der Bondoc-Halbinsel hat 355.158 Einwohner, die in 12 Stadtgemeinden leben. Diese sind: Agdangan, Catanauan, San Andes, Buenavista, General Luna, Macalelon, Mulanay, Padre Burgos, Unisan, San Francisco, San Narciso, Pitogo. Die Region wird als relativ arm bezeichnet, mehrere Projekte zur Bodenreform wurden bislang nicht vollständig umgesetzt. Die Topographie der Halbinsel wird als flachhüglige Landschaft beschrieben. Östlich der Halbinsel liegt die Insel Alibijaban und auf der Halbinsel die Naturschutzgebiete Buenavista Protected Landscape und Mulanay Watershed Forest Reserve.